# Doris Runge

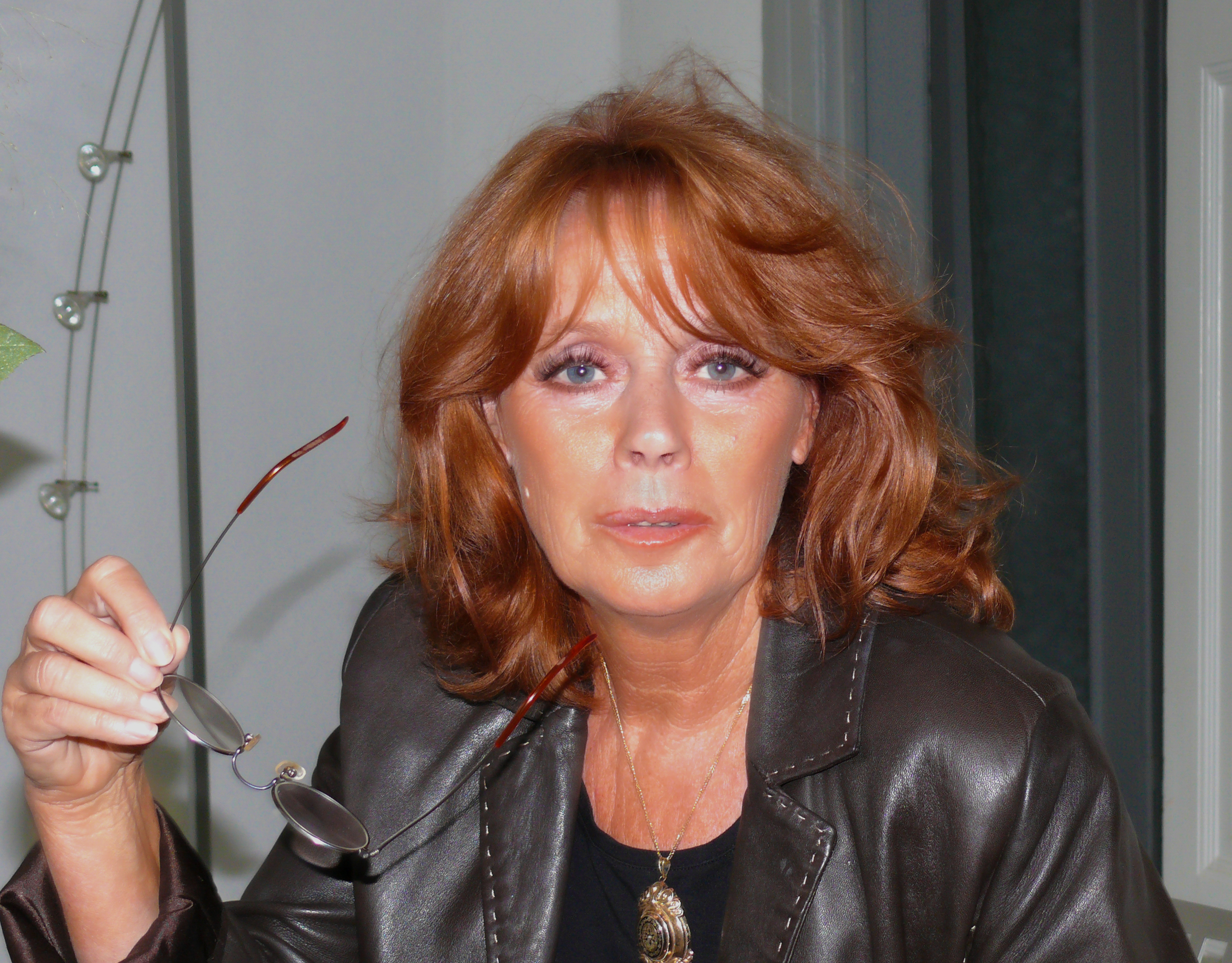
Doris Runge

Doris Runge (* 15. Juli 1943 in Carlow) ist eine deutsche Schriftstellerin.

## Leben
Doris Runge, geborene Beckmann,  ist die Tochter eines nach dem Zweiten Weltkrieg enteigneten Fabrikanten. 1953 übersiedelte die Familie nach Neukirchen in Schleswig-Holstein. Doris Runge besuchte Schulen in Oldenburg in Holstein und Lübeck. Sie studierte in Kiel und war kurze Zeit als Lehrerin tätig. Von 1967 bis 1981 war sie in erster Ehe mit dem Maler Jürgen Runge verheiratet; von 1970 bis 1975 lebte das Paar zeitweise auf Ibiza. Seit ihrer Rückkehr nach Deutschland lebt Doris Runge im „Weißen Haus“ im schleswig-holsteinischen Cismar. Seit 1992 ist Doris Runge Vorsitzende des Vereins „Literatur im Weißen Haus“ und veranstaltet dort unter anderem Lesungen.

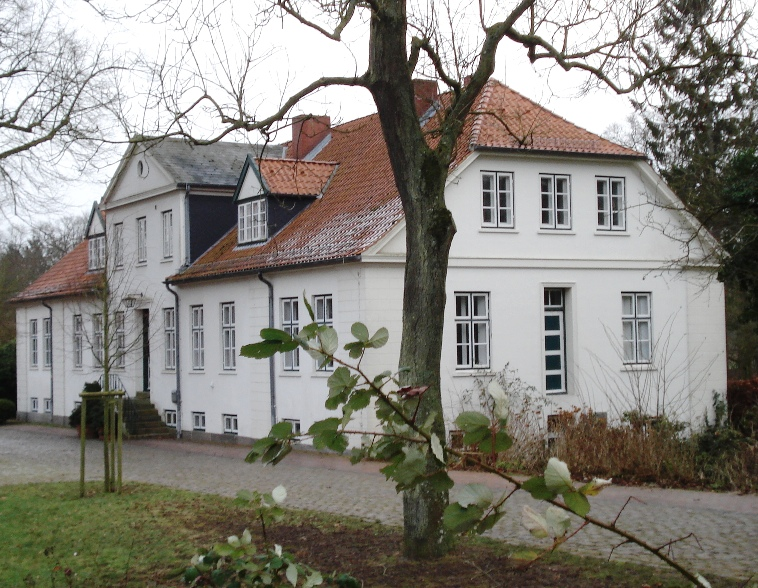
Das „Weiße Haus“ in Cismar

Doris Runge ist vorwiegend als Verfasserin von Gedichten und literaturwissenschaftlichen Texten zu Thomas Mann hervorgetreten; als Vorbilder ihrer kargen, knappen Lyrik werden von der Kritik Paul Celan und der frühe Hans Magnus Enzensberger genannt. Besonders auffällig ist an Runges interpunktionslosen Gedichten der häufige Einsatz des Stilmittels Apokoinu, durch den die einzelne Aussage einen mehrdeutigen Charakter annimmt und auf verschiedene Weise gelesen werden kann.

## Auszeichnungen
- 1985 Friedrich-Hebbel-Preis
- 1997 Friedrich-Hölderlin-Preis der Stadt Bad Homburg vor der Höhe
- 1998 Kunstpreis des Landes Schleswig-Holstein
- 1997 Liliencron-Dozentur für Poetik an der Christian-Albrechts-Universität zu Kiel
- 1999 Professur für Poetik an der Otto-Friedrich-Universität Bamberg
- 2007 Ida-Dehmel-Literaturpreis der GEDOK
- 2009 Ernennung zur Ehrenprofessorin des Landes Schleswig-Holstein[2]
- 2011 Aufnahme als ordentliches Mitglied in die Akademie der Wissenschaften und der Literatur, Mainz[3]
- 2015 Kunst- und Kulturpreis des Kreises Ostholstein

## Werke (Auswahl)
- Kunst-Märchen. Kunst-Edition Fannei, Berlin 1977, ISBN 3-922466-00-1.
- kommt zeit. Gedichte. Deutsche Verlagsanstalt, Stuttgart 1988, ISBN 3-421-06459-8.
- Welch ein Weib!, Stuttgart 1998.
- du also, München 2003.
- die dreizehnte, München 2007.
- was da auftaucht. Gedichte. Deutsche Verlagsanstalt, München 2010, ISBN 978-3-421-04485-3.
- die schönsten versprechen. Gedichte., Wallstein Verlag, Göttingen 2022, ISBN 978-3-8353-5297-1.
- von liebe viel. Gedichte. Wallstein Verlag, Göttingen 2023, ausgewählt von Jörn van Hall mit einem Nachwort von Heinrich Detering, ISBN 978-3-421-04584-3.